# Witalij Derech

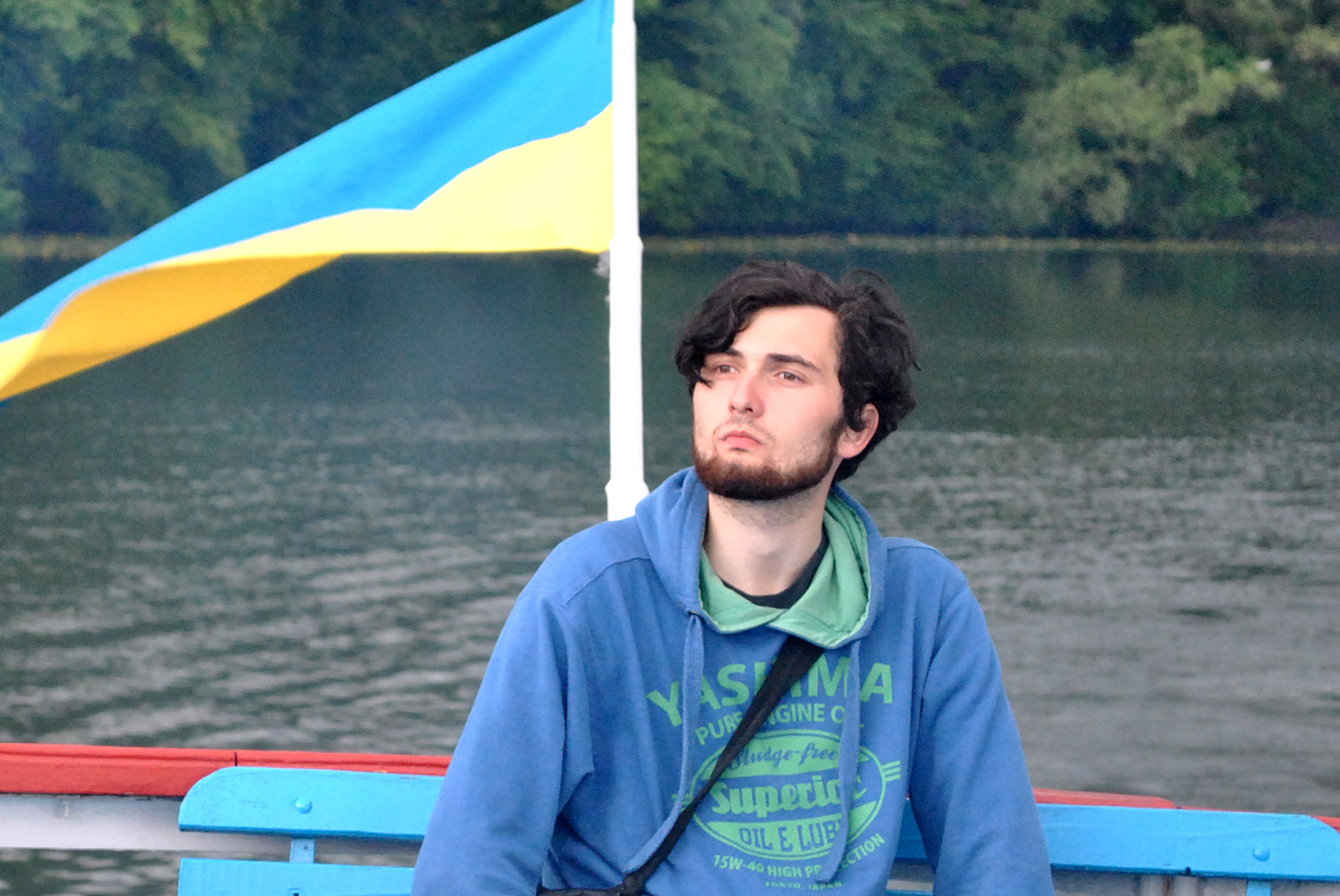
Witalij Derech, 2012

Witalij Myroslawowytsch Derech (ukrainisch Віталій Мирославович Дерех; * 3. September 1987 in Ternopil; † 28. Mai 2022 nahe Popasna, Oblast Luhansk) war ein ukrainischer Journalist, Künstler und Militärangehöriger.

## Leben und Wirken
Witalij Derech absolvierte das Wjatscheslaw-Tschornowil-Galizische Berufskolleg in Ternopil. Er war Mitglied des Ukrainischen Pfadfinderbundes PLAST, dem auch Wiktor Hurnjak angehörte.
Derech arbeitete als Journalist für die lokale Zeitung 20 Khvylyn und nahm 2013 im Auftrag der Zeitung an einer Expedition nach Südafrika und Madagaskar teil. Er schrieb Erzählungen, drehte Kurzfilme, Videocollagen und Anime.
Derech war aktiver Teilnehmer an der Revolution der Würde und rettete am 20. Februar 2014 Verwundeten auf der Instytutska-Straße. Nach der Annexion der Krim meldete er sich freiwillig für das Bataillon Ajdar der ukrainischen Streitkräfte. Zu Beginn des russischen Überfalls auf die Ukraine im Jahr 2022 schloss er sich der nach Iwan Bohun benannten 1. separaten Brigade der Spezialkräfte an. Witalij Derech starb am 28. Mai 2022 in der Nähe von Popasna, Gebiet Luhansk, an den Folgen eines russischen Luftangriffs.
Ende des Jahres 2022 erschien die Kurzfolge Last Shooting: Vitaliy Derekh aus der Serie Ukraine on Fire 2, die dem Journalisten gewidmet ist.

## Auszeichnungen
- 2016 – Ukrainischer Verdienstorden für Tapferkeit 3. Grades
- 2022 – Ehrenbürger von Ternopil posthum[8]
- 2023 – Held der Ukraine[9]